# Dioscorea zingiberensis
Dioscorea zingiberensis är en enhjärtbladig växtart som beskrevs av Charles Henry Wright. Dioscorea zingiberensis ingår i släktet Dioscorea och familjen Dioscoreaceae. Inga underarter finns listade i Catalogue of Life.